# Лук'яник Ігор Васильович
Ігор Васильович Лук'яник — український астроном, спеціаліст з фізики комет, лауреат Премії НАНУ імені М. П. Барабашова (2018).

## Біографія
1993 року закінчив кафедру астрономії та фізики космосу Київського державного університету імені Т. Г. Шевченка за фахом «фізика космосу».
З 1994 року працює в Астрономічній обсерваторії Київського університету. 2002 року в Одеському національному університеті імені І.І. Мечникова захистив дисертацію кандидата фізико-математичних наук «Активні процеси в кометах: аналіз кривих блиску та спектра» за спеціальністю «астрофізика, радіоастрономія».
З 2002 року в Українській астрономічній асоціації обіймає посаду вченого секретаря.

## Відзнаки
- Премія НАН України імені М. П. Барабашова за вимірювання поляриметричних оптичних характеристик поверхонь вибраних комет і супутників планет Сонячної системи (2018)[2]